# هدرانج زغبي
هدرانج زغبي (الاسم العلمي:Hydrangea hirta) هو نوع من النباتات يتبع جنس الهدرانج من الفصيلة الهدرانجية.